# Snover
Snover – jednostka osadnicza w Stanach Zjednoczonych, w stanie Michigan, w hrabstwie Sanilac.